# پلکان علیا
پلکان علیا (پلکان بالا) یکی از روستاهای شهرستان بروجرد در استان لرستان است. این روستا در دهستان همت‌آباد در بخش مرکزی این شهرستان قرار دارد و آب و هوای آن سرد و کوهستانی است. این روستا در دشت سیلاخور در جنوب شهر بروجرد قرار گرفته‌است.

## مردمشناسی
اهالی روستای پلکان بالا بیشتر گویشوران لری هستند و دامپروری و کشاورزی شغل اصلی آنان است.

## جمعیت
بنابر سرشماری مرکز آمار ایران، جمعیت پلکان علیا در سال ۱۳۸۵، برابر با ۱۵۵ نفر بوده‌است که از این میان ۷۵ نفر مرد و بقیه زن بوده‌اند. ۷۴٪ ساکنان پلکان علیا باسوادند. این روستا ۳۷ خانوار دارد.